# Брейтфус, Фридрих
Фридрих Андреас (Фёдор Львович) Брейтфус (нем. Friedrich Breitfuss; 16 сентября 1851 — 7 сентября 1911, Карлсбад, Австро-Венгрия) — известный русский филателист, член Лондонского филателистического общества (с 1874; с 1875 года — член-корреспондент), основатель Московской и Санкт-Петербургской секций Дрезденского международного общества филателистов. Бессменный председатель последней (с декабря 1883 года).

## Биография
Родился 16 сентября 1851 года в семье ювелира императорского двора Готлиба Карла Брейтфуса; он также состоял в родстве с русско-немецким зоологом Л. Л. Брейтфусом. Ф. Брейтфус являлся потомственным почётным гражданином. Он был совладельцем склада фотографических принадлежностей фирмы «Бруно Зенгер и Ко». С декабря 1888 года являлся членом Императорского русского технического общества.
Несколько лет Брейтфус жил и работал во Франции. В декабре 1873 года он переехал в Лондон, в 1875 году — в Одессу, а в 1877 году вернулся домой в Санкт-Петербург. В дальнейшем проживал в Санкт-Петербурге.
Умер 7 сентября 1911 года в Карлсбаде. Похоронен на Волковском лютеранском кладбище Санкт-Петербурга.

## Вклад в филателию
10 октября 1883 года Ф. Брейтфус основал Московскую секцию Дрезденского международного общества филателистов, первую в России филателистическую организацию, а в декабре того же года — Санкт-Петербургскую секцию, бессменным председателем которой он был на протяжении 24 лет.
Брейтфус был экспертом по земским маркам, маркам России, Финляндии и стран Южной Америки.

### Коллекция
Фридрих Брейтфус коллекционировал почтовые марки с 1862 по 1907 год, заложив основы своей коллекции, ещё будучи школьником.
В 1866 году отец Фридриха Готлиб Карл Брейтфус сделал сыну подарок по случаю его пятнадцатилетия: юный Фридрих получил по одному экземпляру всех марок мира.
В период жизни во Франции Брейтфус продолжал пополнять свою коллекцию. После переезда в Лондон он в 1874 году познакомился с доктором Чарльзом Винером, который ввёл его в Лондонское филателистическое общество (ныне Королевское филателистическое общество Лондона).
Фридрих Брейтфус приобретал множество коллекций целиком, самые интересные марки из которых оставлял в своем собрании. Так, например, в 1887 году он приобрёл за 1500 фунтов стерлингов собрание князя Голицына-Остермана, а в 1898 году — коллекцию банкира Теодора Ноттафта за 35 000 долларов.
Фридрих Брейтфус вёл активную переписку с земскими управами, которым заказывал марки для своей коллекции, зачастую целыми листами. Его интересовали не только земские марки, но и облатки. Так как облатки нельзя было купить, то в конверт с просьбой о присылке земской облатки Брейтфус вкладывал государственные марки для оплаты почтовой пересылки.
Ф. Брейтфус был дружен с великим князем Алексеем Михайловичем, приходившимся племянником императору Александру III. С разрешения императора Брейтфусу передали архивы Почтового департамента. Таким образом все российские раритеты оказались в коллекции у великого князя и у Фридриха Брейтфуса. Некоторое время спустя Брейтфус решил продать свою коллекцию с таким условием, чтобы она целиком попала в Почтовый музей в Санкт-Петербурге. В качестве посредника вызвался выступить великий князь, однако последний умер раньше, чем совершилась сделка.
По воспоминаниям современников, Брейтфус обладал лучшей филателистической коллекцией в России, которая считалась третьей в мире после собраний Филиппа Феррари в Париже и Томаса Таплинга (1855—1891) в Лондоне. Коллекция Брейтфуса отличались исключительной полнотой. Марки многих стран были представлены у него полностью, включая местные выпуски. Собирал он и чистые, и гашёные марки. Помимо почтовых марок, он коллекционировал эссе, эскизы, пробные оттиски, конверты, почтовые карточки, ошибки на марках, фальшивые марки, прошедшие почту, и другой филателистический материал.

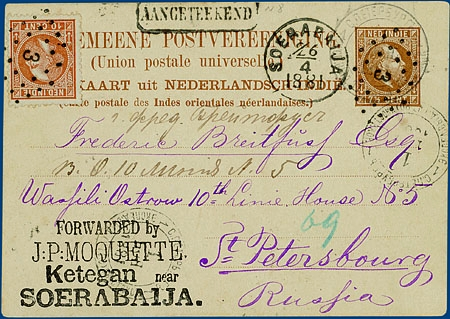
Почтовая карточка, которую Ф. Брейтфус получил от голландского филателистического дилера и фальсификатора Мокет, Жан-Пьер

Незадолго до своей смерти Брейтфус продал свою коллекцию американскому дилеру. Тот купил всё, кроме русского раздела. Таким образом собрание оказалось разделённым на две части: международный блок оказался за границей, став частью собрания английской фирмы «Стэнли Гиббонс», а российский раздел попал к Агафону Карловичу Фаберже.
Британская Гвиана
Согласно исследованиям, проведённым датским филателистом Отто Хорнунгом, в коллекции Фридриха Брейтфуса, которую ему подарил отец в 1866 году, была раритетная одноцентовая «Британская Гвиана». Однако этот экземпляр был повреждён при неизвестных обстоятельствах, поэтому Брейтфус подарил её великому князю Алексею Михайловичу.

## Почётные звания и награды
В 1921 году имя Фридриха Брейтфуса внесли в международный «Список выдающихся филателистов» (Великобритания).